# بلوپولیانه
بلوپولیانه (به بلغاری: Belopolyane) یک منطقهٔ مسکونی در بلغارستان است که در ایوالوفگراد واقع شده‌است.